# La teta y la luna
La teta y la luna è un film del 1994 diretto da Bigas Luna.

## Trama
Tete è un ragazzino catalano di 9 anni molto triste e depresso per due motivi: non riesce mai a raggiungere la sommità della suggestiva piramide umana locale e come fratello maggiore, si vede spodestato dal fratellino neonato che polarizza l'attenzione e il seno della mamma.
Il già manifestato complesso di Edipo e la sua ossessione morbosa per le mammelle si concretizzano quando conosce la bella ballerina francese Estrellita, simpatica maggiorata a cui egli regala una rana. Commossa dal sincero affetto del bambino, la ragazza decide di allattarlo esaudendo così il suo desiderio.
Dopo un po' di tempo Tete si accorge di essersi innamorato di Estrellita, la quale però ha già un marito (l'artista petomane francese Maurice) e un amante (l'elettricista Miguel). La ragazza, tra l'altro feticista, si concede a Miguel dopo che un intimo amico dell'uomo, Stallone, muore in seguito ad un incidente con la motocicletta.
Mentre Tete, riuscito finalmente a scalare il "castell", ha una visione in cui sia Estrellita che la madre lo allattano, Miguel partecipa, vestito da angelo ad uno show con Estrellita e Maurice, divenendo in pratica il cicisbeo ufficiale della donna.

## Riconoscimenti
- 1995 - Festival di Mons
  - Cœur d'or du Jury des Jeunes Européens